# Санкт-Петербург — Московське (моторвагонне депо)
Моторвагонне депо Санкт-Петербург — Московське (ТЧ-10 «Металлострой») моторвагонної дирекції — структурний підрозділ Жовтневої моторвагонної дирекції філії ВАТ «Російські залізниці» — моторвагонне депо з технічного обслуговування та поточного ремонту електропоїздів. Розташоване у Колпінському районі Санкт-Петербурга.

## Історія
Депо було засноване рішенням МШС від 7 жовтня 1997 року. Здача будівництва і запуск роботи депо відбулось 28 травня 2000 року.
Депо планувалося для обслуговування і ремонту електропоїздів і швидкісних електропоїздів «Сокіл». Після будівництва та запуску депо, швидкісні електропоїзди ЕР200 були приписані в депо, де здійснювалося їх технічне обслуговування та поточний ремонт до припинення їх експлуатації.
У травні 2006 року ВАТ «РЖД» було підписано угоду про постачання електропоїздів Velaro («Сапсан») і депо було обрано в якості «основного» для обслуговування даного типу рухомого складу. Цех і приміщення депо, побудовані для обслуговування і ремонту швидкісного електропоїзда «Сокіл», були реконструйовані під електропоїзди Velaro («Сапсан»). Експлуатацією швидкісних електропоїздів «Сапсан» займається Дирекція швидкісного сполучення ВАТ «РЖД», а ремонтом — компанія SIEMENS.
У липні 2007 року, через поділ ремонтної та експлуатаційної роботи, в депо сталася передача експлуатаційної роботи в моторвагонне депо Санкт-Петербург — Фінляндський (ТЧ-20), а ремонтні роботи вищевказаного депо прийняло ТЧ-10, з виділенням «Фінляндського майданчика», що знаходиться на території ТЧ-20. У вересні 2010 року відбулася передача ТР-2 в моторвагонне депо Санкт-Петербург — Балтійський. Позиції ТР-2 після реконструкції використовуватимуться при великих видах ремонту електропоїзда «Сапсан».

## Рухомий склад
| Модель   | Номера потягів |
| -------- | --- |
| ЕР2      | 906 / 913 / 994 / 995 / 1008 / 1049 / 1059 / 1071 / 1073 / 1149 / 1228 /(На кінець 2010—х в других депо) |
| ЕД2Т     | 0009 |
| ЕД4М     | 0495 / 0496 |
| ЕТ2/ЕТ2М | 014 / 015 / 018 / 021 / 023 / 027/ 032 / 033 / 035 / 036 / 041 / 042 / 044 / 046 / 047 / 048 / 049 / 050 / 051 / 056 / 058 / 059 / 064 / 067 / 070 / 075 / 078 / 090 / 091 / 096 / 097 / 099 / 101 / 102 / 103 / 109 / 110 / 114 / 116 / 119 / 120 / 121 / 122 / 123 / 125 / 126 / 127 / 128 / 131 / 133 / 134 / 135 / 137 / 139 / 141 / 143 / 8032 / 8033 / 8034 / 8035 |
| ЕТ2ЕМ    | 001 / 002 / 003 |
| ЕТ4А     | 001 |
| ЕД9М     | 0047 / 0048 / 0049 / 0050 / 0140 / 0145 / 0149 / 0150 / 0155 |

## Опис депо
Загальна площа депо становить 40 га.
Є власна централізована станція (пост ЕЦ) з 64 стрілковими переводами.
З південного заходу до території депо примикає платформа Металлострой  Московського напрямку Октябрської залізниці. Уздовж платформи і залізничної лінії проходить межа муніципальних утворень Металлострой та Колпіно. Єдина автодорога з електродепо веде в Петро-Слов'янку.
З північного сходу до території депо примикає територія Ленінградського електромашинобудівного заводу, звідки прямують колії на прилеглу станцію Іжори Волховстроївського напрямку.

## Тяглові плечі
Московський напрямок
1. Головний обіг
- Санкт-Петербург — Тосно;
- Санкт-Петербург — Любань;
- Санкт-Петербург — Шапки;
- Санкт-Петербург — Чудово;
- Санкт-Петербург — Новгород-на-Волхові;
- Санкт-Петербург — Мала Вішера.

2. Віддалений обіг
- Мала Вішера — Бологе.

Ладозький напрямок
1. Головний обіг
- Санкт-Петербург — Мга;
- Санкт-Петербург — Кириши — Будогощь;
- Санкт-Петербург — Пупишево — Волховстрой-1.

2. Віддалений обіг
- Волховстрой-1 — Лодєйне Поле — Свір;
- Волховстрой-1 — Пікалево — Бабаєво;
- Волховстрой-1 — Чудово.

## «Філії» депо
- «Фінляндський» ремонтний майданчик — знаходиться на території  моторвагонного депо Санкт-Петербург — Фінляндський (ТЧ-20) (з липня 2007 року)
- «Кемська» ремонтний майданчик — знаходиться в місті Кем (Республіка Карелія) (з січня 2012 року)